# 吉野生村
吉野生村（よしのぶむら）は、1955年（昭和30年）まで愛媛県北宇和郡にあった村である。
現在の松野町の東半分を占める農山村である。昭和の合併で松野町となり、現在に至っている（平成の合併は経験していない）。

## 地理
現在の松野町の概ね東半分。町の南西を広見川（吉野川）が蛇行しつつ貫流し、河岸段丘上に農地が開かれている。奥野川（奥の川）は広見川の支流の一つで、戸祇御前山に源を発する。奥野川の両岸は500mから900m級の山々に囲まれている。
地名の由来
吉野は南北朝時代から見られる地名。

## 歴史
藩政期
- はじめ宇和島藩領。川原淵組に属す。
- 1657年（明暦3年） - 伊予吉田藩領となる。
- 1694年（元禄7年） - 伊予吉田藩が物産の集散地として吉野に町を開く。

明治以降
- 1875年（明治8年） - 商家が新たに町を開く。

吉野生村成立後
- 1889年（明治22年） 12月15日 - 町村制・市制施行時の吉野（よしの）、蕨生（わらびお）、奥野川（おくのかわ）の3か村の合併により吉野生村となる。
- 1955年（昭和30年） 3月31日 - 松丸町との1町1村の合併により松野町となる。
この合併をめぐっては、枠組みや新町名などをめぐって激論があった（松野町の記事を参照のこと）。

```
吉野生村の系譜
（町村制実施以前の村）　（明治期）　　　　　　　　　　　　（昭和の合併）
　　　　　　　　　　　　町村制施行時　　　　　　　　　　　1955年3月31日
吉野　　━━━━┓　　　　　　　　　　　　　　　　　　　　　　合併
蕨生　　━━━━╋━━━　吉野生村　━━━━━━━━━━┓
奥野川　━━━━┛　　　　　　　　　　　　　　　　　　　┃
　　　　　　　　　　　　　　　　　　　　　　　　　　　　┃
　　　　　　　　　　　　　　　　　　　　　　　　　　　　┣━　松野町
　　　　　　　　　　　　　　　　　　　　　　　　　　　　┃
　　　　　　　　　　　　　松丸町　━━━━━━━━━━━┛

（注記）松丸町の合併前の系譜は松丸町の記事を参照のこと。

```

## 地域
明治の合併前の村である3か村がそのまま大字となり松野町となってからも続いている。大字吉野が村の中心である。蕨生は「わらびょう」とも読む。

## 行政
役場
大字吉野に置かれていた。

## 教育
中学校
- 吉野生村立吉野生中学校

小学校
- 吉野生村立吉野生小学校

## 産業
農業
米麦のほか、楮、櫨、桑、甘藷と主産物は移り変わっていった。
林業
商工業
藩政期に吉野に藩が町をひらき、農産物や酒・酢・醤油などの農産加工品、楮、櫨などの原材料、紙、蝋といった生産品の物資の取引が行なわれていたが、山が川に迫る地形や「株」制度を採って拡散を予防したため、大きな発展はなかった。明治に入り、商家の次男らが新たに町を開いた。道路・鉄道（江川崎駅までの延長）など交通の発達とともに宇和島の商勢圏に含まれるようになったことに加え、山村の疲弊から衰退が始まり、合併し松野町になってからはその傾向が一段と強まった。
漁業
ウナギが名産。

## 交通
- 宇和島線（現在の予土線）: 吉野生駅
  - 現在は旧村域に真土駅が存在するが、当時は未開業。

## 名所
- 天の滝
- 蔵王神社のイチイガシ
- 逆杖イチョウ